# Distretto di Motoyoshi
Il distretto di Motoyoshi (本吉郡, Motoyoshi-gun?) è uno dei distretti della prefettura di Miyagi, in Giappone.
Attualmente fa parte del distretto solo il comune di Minamisanriku.